# Císařský komorník
Císařský komorník, případně císařský komoří (německy kaiserlicher Kämmerer), později císařsko-královský komorník (většinou zapisovaný jako c. k. komorník), případně císařsko-královský komoří (c. k. komoří) byl dvorský úřad původně zajišťující obsluhu v císařských pokojích, který se však od 20. let 17. století z důvodu výrazného narůstu počtu jeho držitelů proměnil v čestný úřad a měl tedy spíše reprezentativní funkci. Vedle skutečných komorníků s právem přístupu ke dvoru a s pevným místem v dvorském hodnostním řádu postupně vznikly úřady titulárních neboli mimořádných komořích, kteří nepobírali žádnou mzdu a vykonávali pouze některé přesně určené ceremoniální úkoly u dvora.

## Starší období
Na počátku vlády Ferdinanda I. Habsburského (římským králem v letech 1531–1564, císařem od roku 1556) byli podle dvorského řádu k ruce nejvyššího komorníka jmenováni tři nositelé komornických klíčů, kteří za svou práci dostávali plat. Za vlády Matyáše (císařem 1612–1619) už jich bylo třicet (1615), o patnáct let později za Ferdinanda II. (císařem 1619–1637) přibližně tři sta. V druhé polovině 16. století za vlády Maxmiliána II. Habsburského (císařem 1564–1576) se začalo rozlišovat mezi skutečnými a titulárními komorníky. Skuteční komorníci (wirklicher Kämmerer) fakticky vykonávali službu v pokojích císaře, u tabule a v kapli, zatímco titulární (mimořádní) komorníci na císařském dvoře dlouhodobě vůbec nemuseli působit. Na přelomu 16. a 17. století došlo k další výrazné změně, kdy se oddělili placení komorníci od neplacených. Toto bylo počátkem přerodu úřadu v ryze titulární. Nositelé úřadu pocházeli z vyšší šlechty. Ziskem komornických klíčů bylo potvrzeno, že jejich nositelé patřili ke dvoru nejurozenějšího světského vládce Evropy. Skuteční komorníci byli součástí domácnosti panovníka a pobývali v jeho bezprostřední blízkosti. Pomáhali císaři s osobní hygienou, oblékali ho a obsluhovali ho během stolování. Doprovázeli ho při oficiálních i soukromých příležitostech, konkrétně na mše, do divadla, na procházky a vyjížďky, na lov, do jízdárny a míčovny, trávili s ním čas při hudbě, tanci nebo u biliáru. V roce 1708 obnášel roční plat skutečného komorníka 480 zlatých. Často však za tuto službu nepobírali žádný stálý plat.
Císař Ferdinand II. jmenoval v letech 1617–1637 více než 670 nových komorníků. Zisk tohoto virtuálního úřadu byl především odměnou šlechticům za podporu v průběhu třicetileté války. Také Ferdinandův vnuk Leopold I. (císařem 1657–1705) jmenoval v prvních třiceti letech panování bezmála 700 komorníků.
V hierarchii stáli o stupínek výše nad císařskými komorníky tajní radové, takže při nejrůznějších dvorských slavnostech se komorníci řadili až za ně. Mezi jednotlivými nositeli tohoto čestného úřadu byl pak rozhodující služební věk šlechtice. Z pestrého davu císařského dvora se vedle čestných úřadů komorníků a tajných radů dále vydělovali rytíři Zlatého rouna.

### Symboly úřadu
Symbolem úřadu byl zlatý klíč, který šlechtic obdržel při jmenování do úřadu. Nosili ho na černé stuze u opasku nebo na kapse kalhot. V baroku císařský dvůr disponoval zhruba třemi sty klíči. Za počet a kvalitu komorníků zodpovídal nejvyšší komorník, právě on uděloval a odebíral klíče. Po jmenování do úřadu komorníkem následovala přísaha právě do rukou nejvyššího komorníka.
Sloužící komorníky měli i ostatní členové císařské rodiny.

## Období Rakouského císařství a Rakousko-Uherska

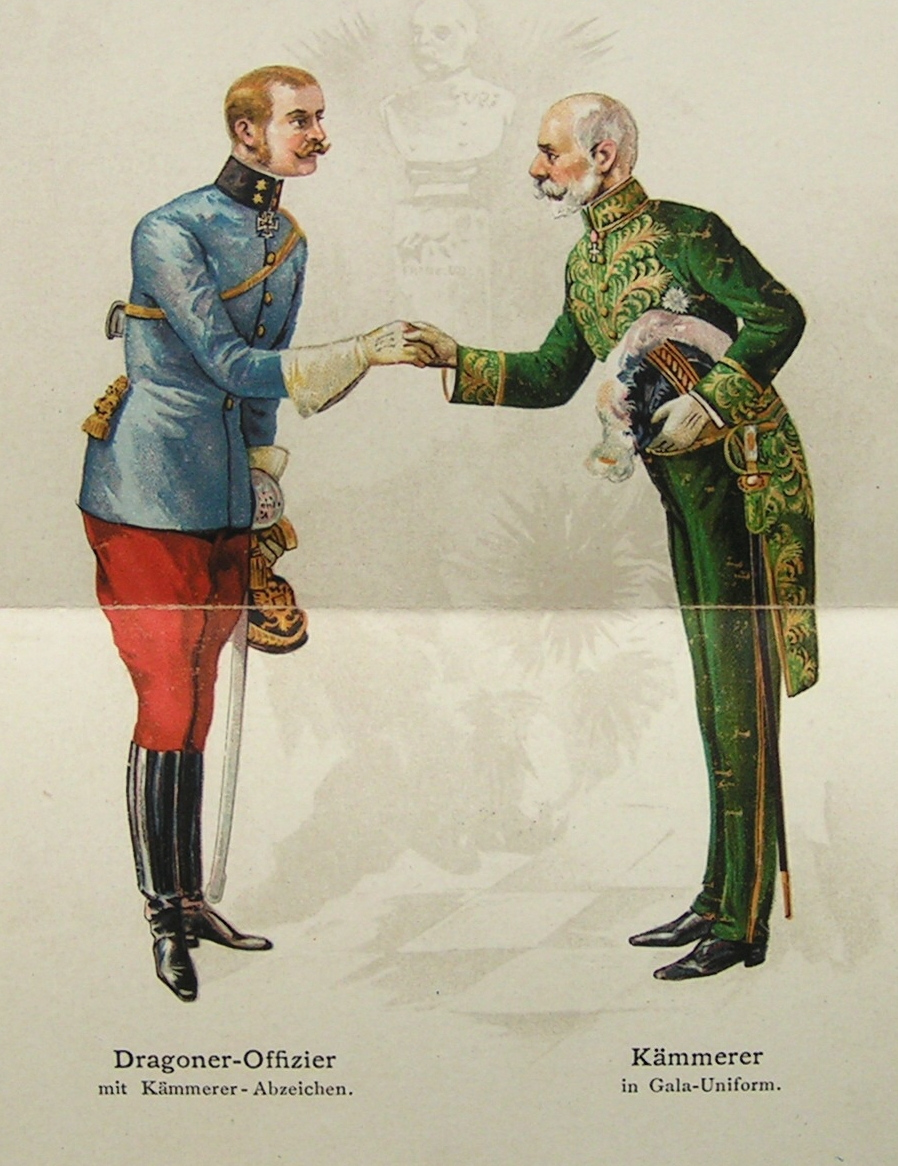
Vlevo dragounský důstojník-komoří s odznakem svého úřadu (klíčem) u pasu, vpravo komoří v galauniformě

Podle dvorského hodnostního řádu kodifikovaného v roce 1873 měli nositelé této hodnosti místo bezprostředně za tajnými rady, kteří ale na rozdíl od nich nemuseli být aristokratického původu. Hodnost komořího ale nepředstavovala jen obyčejné čestné vyznamenání, byla také označením skutečného úřadu, jehož nositel byl povinen vykonávat předepsané povinnosti u dvora. Mezi ně patřila především osobní přítomnost na všech dvorských slavnostech a ceremoniích. Pokud se jich nemohl zúčastnit, byl povinen tuto skutečnost včas oznámit úřadu nejvyššího komoří. Dalšími, zvláštními povinnostmi byla osobní služba u císaře či členů císařského domu, případně u zahraničních suverénů, pokud pobývali u vídeňského dvora, nebo povinnost být přítomen při předávání pověřovacích listin nových zahraničních vyslanců a velvyslanců ve Vídni. K takovému zvláštnímu úkolu bývali komoří povoláváni zvláštním listem nejvyššího komoří, který předával zvláštní úředník označovaný jako „ohlašovatel komořích“ (Kammerherrn-Ansager). Zisk tohoto čestného titulu byl základní podmínkou udělení některého z nejvyšších dvorských úřadů, které byly obsazovány výlučně z řad komořích.
Čestný titul komorníka existoval až do zániku Rakousko-uherské monarchie v roce 1918.

### Podmínky pro nabytí úřadu
Podmínkou nabytí úřadu bylo prokázání bezchybného šlechtického původu ze šestnácti předků (příslušnost k vyšší šlechtě nebyla stejně jako u Řádu zlatého rouna podmínkou), po osmi z otcovy a matčiny strany. Tato podmínka byla později zmírněna a po přeslici dostačovalo doložení čtyř ve šlechtickém stavu narozených předků. Pokud byl otec c. (a) k. komořím a (nebo) matka dámou Hvězdového kříže, nemusel žadatel své starobylé šlechtictví dokazovat. Před předáním odznaku úřadu musel každý ještě složit zvláštní přísahu (Hofdiensteid), která v případě, že byl zároveň tajným radou, odpadala.
Mezi další podmínky patřilo rakouské či uherské občanství, dosažení alespoň 24 let věku, bezchybné morální a politické chování a také dostatečný majetek umožňující stavovsky přiměřený život. Hodnost se navíc neudílela zadarmo. Pokud císař poplatek ze zvláštní milostí neodpustil, byl žadatel povinen zaplatit 1050 zlatých, tedy stejnou taxu jaká se hradila při povýšení do prostého šlechtického stavu. V případě, že novopečený komoří byl již dříve pážetem, platil pouze polovinu.

### Symboly držby úřadu

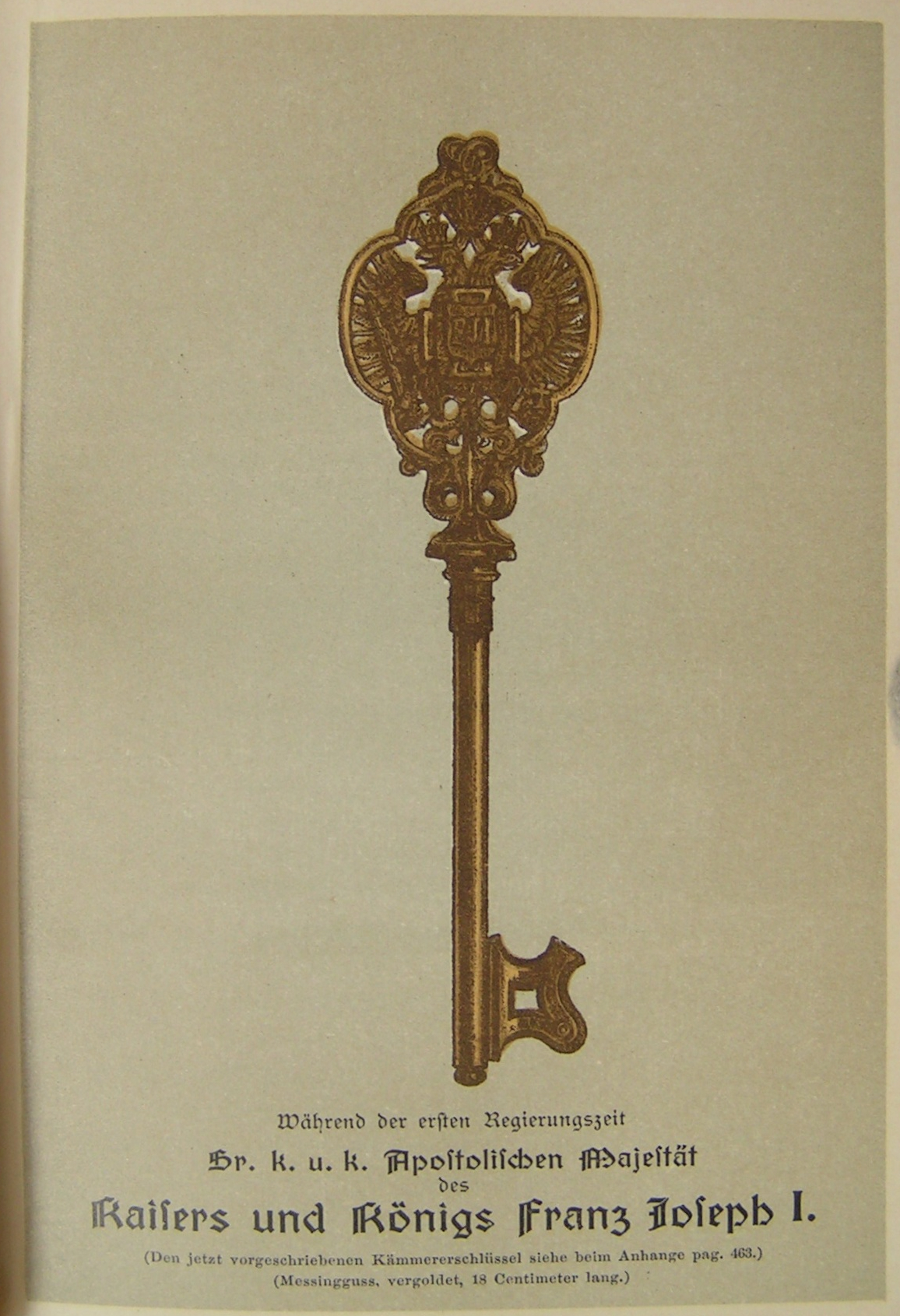
Čestný odznak (klíč) komořího za vlády Františka Josefa I.

Komořím náležela zvláštní dvorská uniforma ve dvou provedeních – obyčejná a slavnostní (tzv. galauniforma), obě s vyšitým zlatým klíčem na levé zadní straně kabátu. Odznakem samotného úřadu komořích byl klíč s iniciálou vládnoucího panovníka, který jim při investituře předával nejvyšší komoří nebo (v případě jeho nepřítomnosti) pověřený tajný rada.

## Císařští komorníci (výběr)
Letopočet udává rok jmenování.

### 16. století
- Jiří mladší Popel z Lobkowicz
- Zdeněk Vojtěch Popel z Lobkovic
- Jáchym Novohradský z Kolovrat

### 17. století
- 1631 Oldřich František Libštejnský z Kolovrat
- 1643 Jan Bedřich z Trauttmansdorffu
- 1650 František Eusebius z Pöttingu
- 1654 Karel Ferdinand z Valdštejna
- 1668 Ferdinand Vilém Eusebius ze Schwarzenbergu
- 1677 Antonín Jan Nostic
- 1679 (?) Leopold Ignác z Ditrichštejna
- 1688 Jan Jáchym ze Žerotína
- 1697 Jan Václav Vratislav z Mitrovic
- 1699 Jan Václav z Gallasu
- Václav Vilém Popel z Lobkowicz
- Kryštof Ferdinand Popel z Lobkowicz
- Antonín František Collalto
- Arnošt Josef z Valdštejna
- Ferdinand Bonaventura z Harrachu
- Jan Leopold z Trautsonu
- Ferdinand August z Lobkovic
- Maxmilián Valentin z Martinic
- Maxmilián Quido z Martinic
- Jan Jiří Jáchym Slavata z Chlumu a Košumberka
- Václav Vojtěch ze Šternberka
- Walter Xaver z Ditrichštejna
- Oldřich Adam Popel z Lobkowicz
- Václav Ferdinand Popel z Lobkowicz
- František Karel Libštejnský z Kolovrat
- Bernard Ignác Jan z Martinic
- Michael Jan III. z Althannu
- Karel Maxmilián Thurn-Valsassina
- Filip Zikmund z Ditrichštejna
- Maxmilián Oldřich z Kounic (1679–1746; jmenován na konci 17. nebo snad až na začátku 18. století)
- Jan Adam I. z Lichtenštejna[8]
- Ignác Karel ze Šternberka (asi 1640–1700)
- Bohuslav Jiří Krakowský z Kolowrat
- Maximilián Norbert Krakowský z Kolowrat (1660–1721)
- František Antonín Berka z Dubé († 1706)
- Jan František Krakowský z Kolowrat (1649–1723) (nebo až začátkem 18. století)
- František Leopold ze Šternberka (1680 (1681) – 1745) (nebo až začátkem 18. století)

### 18. století
- 1701 Jan Arnošt Antonín Schaffgotsch
- 1703 František Josef z Valdštejna (1680–1722)
- 1723 Jan Adam z Questenberka (1678–1752)
- 1760 Prokop Lažanský z Bukové
- 1768 Ferdinand Trauttmansdorff
- 1799 Prokop II. Lažanský z Bukové (1771–1823)
- Karel Gotthard ze Schaffgotsche
- Filip Nerius Krakovský z Kolovrat
- František Josef Černín z Chudenic
- Emanuel Václav Krakowský z Kolowrat
- Vilém Albrecht II. Krakowský z Kolowrat
- Karel Egon I. z Fürstenbergu
- Štěpán Vilém Kinský (1679–1749)
- Josef Mikuláš Windischgrätz
- Dominik Ondřej II. z Kounic
- Leopold Vilém Krakowský z Kolowrat
- Josef Vilém Nostic
- František Xaver Věžník (1711–1789)
- Karel Maxmilián z Ditrichštejna (1702–1784)
- František Josef z Oppersdorfu (1660–1714)
- František Josef Heissler († 1753)
- František Adam ze Šternberka (1711–1789)
- Jan Nepomuk I. ze Šternberka (1713–1798)

### 19. století
- 1833 Leopold Lažanský z Bukové
- 1849 Ferdinand Trauttmansdorff (1825–1896)
- 1857 Richard Belcredi (1823–1902)[9]
- 1859 Leopold II. Mořic ze Šternberka
- 1861 Jan Larisch-Mönnich (1821–1884)
- 1884 Ludvík Egbert Belcredi (1856–1914)[9]
- 1886 Filip Arnošt Kinský
- 1890 Karel Emanuel ze Žerotína
- Josef Karel z Ditrichštejna (možná už na konci 18. století)
- Eugen Karel Czernin z Chudenic
- František Xaver Krakowský z Kolowrat
- Leopold Krakowský z Kolowrat
- Alfons Friedrich Mensdorff-Pouilly
- August Longin Lobkowicz
- Jiří Kristián z Lobkowicz
- Karel Inzaghi
- Rudolf Stadion
- Adalbert Widmann (1804–1888)

### 20. století
- 1908 Bedřich Lobkowicz (1881–1923)
- Jan Adolf z Lobkowicz (1885–1952)

## Skuteční císařští komorníci (výběr)

### 17. století
- 1697 (listopad) Jan Jáchym ze Žerotína (přísaha 3. 1. 1698)
- Jan Bedřich z Trauttmansdorffu
- Walter Xaver z Ditrichštejna[10]